# Bitka u zaljevu Leyte
Bitka u zaljevu Leyte bila je najveća pomorska bitka u modernoj povijesti.
Bitka je bila dio Drugog svjetskog rata, te se dogodila u morima blizu filipinskog otoka Leyte. Između 23. i 26. listopada 1944., borio se SAD uz pomoć Australije protiv Japana. Saveznici su počeli bitku kako bi prekinuli put koji je vodio od Japana do japanskih kolonija u jugoistočnoj Aziji. Japan je crpio naftu kao sirovinu za pogonsko gorivo iz tog područja. Japanci su okupili sve raspoložive brodove za ovu bitku protiv savezničkih snaga. Međutim izgubili su i ostali bez mnogo brodova i zrakoplova.
Borba je bila posljednja velika pomorska borba u Drugom svjetskom ratu. Bez nafte, Carska japanska mornarica više nije sudjelovala u bitkama Drugog svjetskog rata. Većina njihovih brodova vratila se u Japan.
Tijekom ove bitke Japanci su prvi put koristili kamikaze. Kamikaze su tako uništili velik broj američkih i australskih vojnih brodova poput australskog broda HMAS Australia 21. listopada.

## Akcija podmornice u Palwanskom prolazu
Kurito jedinica se sastojila od 5 bojnih brodova (Yamato, Musashi, Nagato, Kongo i Haruna) deset teških krstarica (Atago, Maya, Takao, Chokai, Myoko, Hagura, Kumano, Suzuya, Tone i Chikuma), dvije lagane krstarice (Noshiro i Yahagi) i 15 razarača.
Kuritovi brodovi su prošli pokraj palwanskog otoka oko ponoci na 22. – 23. listopada. Američke podmornice Darter i Dace su prve pozicionirane zajedno. Oko ponoći u 00:16 23. listopada, Darterovi radari su detektirali Japanske formacije na udaljenosti od 27 km. Njihov kapetan je odmah uspostavio vizualni kontakt. Dvije podmornice su odmah krenule u potjeru na brodove, dok je Darter napravio prve tri bilješke. Jednu od njih su bili izabrali radio operateri na Yamatu, ali je Kurita neuspješno pripremljen na protupodmorničke mjere opreza.
Darter i Dace su putovali površinom punom snagom nekoliko sati i dobili su poziciju Kuritovih formacija, s namjerom da ih napadnu prvom zorom. Napad je bio neobično uspješan. U 5:24, Darter je ispucao šest torpeda, najmanje ih je 4 pogodilo Kuritov brod, tešku krstaricu Atago, deset minuta kasnije, Darter je dvaput pogodio Atagov brod Takao s još jednom paljbom torpeda. U 5:56, Dace je napravio četiri pogodtka na tešku krstaricu Maya (sestra Ataga i Takao).
Atago i Maya su ubrzo potonuli. Takao se okrenuo natrag u Brunei, pod pratnjom dva razarača a pratili su ih i dvije podmornice. 24. listopada dok su podmornice neprimjetno oštećivali krstarice, Darter je plovio oko Bombay Shoala. Svi napori da ju uhvate su propali, bila je napuštena; i sve njezino osoblje je spašeno od Dace. 
Takao se vratio u Singapur. Pridružio se u siječnju 1945. s Myokom.
Atago je tako brzo potonuo da je Kurita bio prisiljen plivati da preživi. Spasila ih je posada razarača Kishinami, te su prebačeni na bojni brod Yamato.

## Bitka na Sibuyanskom moru
Oko 08:00 24. listopada, japanske snage je pri ulasku u Sibuyansko more uočila i napala VF-20 eskadra Halseyove Treće flote. Unatoč njihovoj velikoj snazi, 3. flota nije bila dobro postavljena da se suprotstavi prijetnji. Dne 22. listopada, Halsey je poslao dva nosača aviona do baze Ulithi na ponovno naoružanje. Kada je Darterovo prvo izvješće došlo, Halesy je dozvao Davisonovu grupu, s najjačim TF 38 nosačima, da nastave prema Ulithi, Halsey je napokon opozvao McCain 24. listopada ali je odgodio najjače američke nosače da vode ulogu u dolazećoj bitci, 3. flota je tako oslabljena za 40 % njezine snage. U zoru 24. listopada, tri grupe su bile dostupne da napadnu Kuritove snage i jedan od onih u najboljim pozicijama da to napravi je bila je grupa po vodstvom Geralda F. Boganova, koja je bila nesretnim slučajem najslabija u grupi, sa samo jednim velikim nosačem i dva lagana nosača (neuspješnost McCain-a 23. listopada koštala je potonuća 4 teške krstarice 3. flote).
Zrakoplovi s nosača Intrepid i Cabot iz Boganove grupe su napali oko 10:30, zadajući velike udarce na bojne brodove Nagato, Yamato i Musashi, i ozbiljno oštetili tešku krstaricu Myoko, drugi val napada su bili s Intrepida, Essexa i Lexingtona su kasnije napali s otprilike 10 udara na Musashi. Dok se povlačila prema luci, treći napad ju je udario s dodatnih 11 bomba i 8 torpeda.
Kurita je okrenuo svoju flotu da budu izvan dometa zrakoplova koji su prolazili uz razvaljeni Musashi dok su se povlačili. Čekao je sve do 17:15 prije nego što se okrenuo natrag prema San Bernardino tjesnacu. Nakon što je bio pogođen s najmanje 17 bombi i 19 torpeda, Musashi je napokon bio uništen i potopljen oko 19:30.

## Vanjske poveznice
|  | Zajednički poslužitelj ima još gradiva o temi Bitka u zaljevu Leyte |